# Saint-Basile, Québec
Saint-Basile är en stad (kommun av typen ville) i provinsen Québec i Kanada. Den ligger i regionen Capitale-Nationale, i den sydöstra delen av landet, 300 km nordost om huvudstaden Ottawa. Staden bildades 2000 genom sammanslagning av bykommunen Saint-Basile-Sud och socknen Saint-Basile. Tätorten (centre de population) har behållit namnet Saint-Basile-Sud.